# David Millar

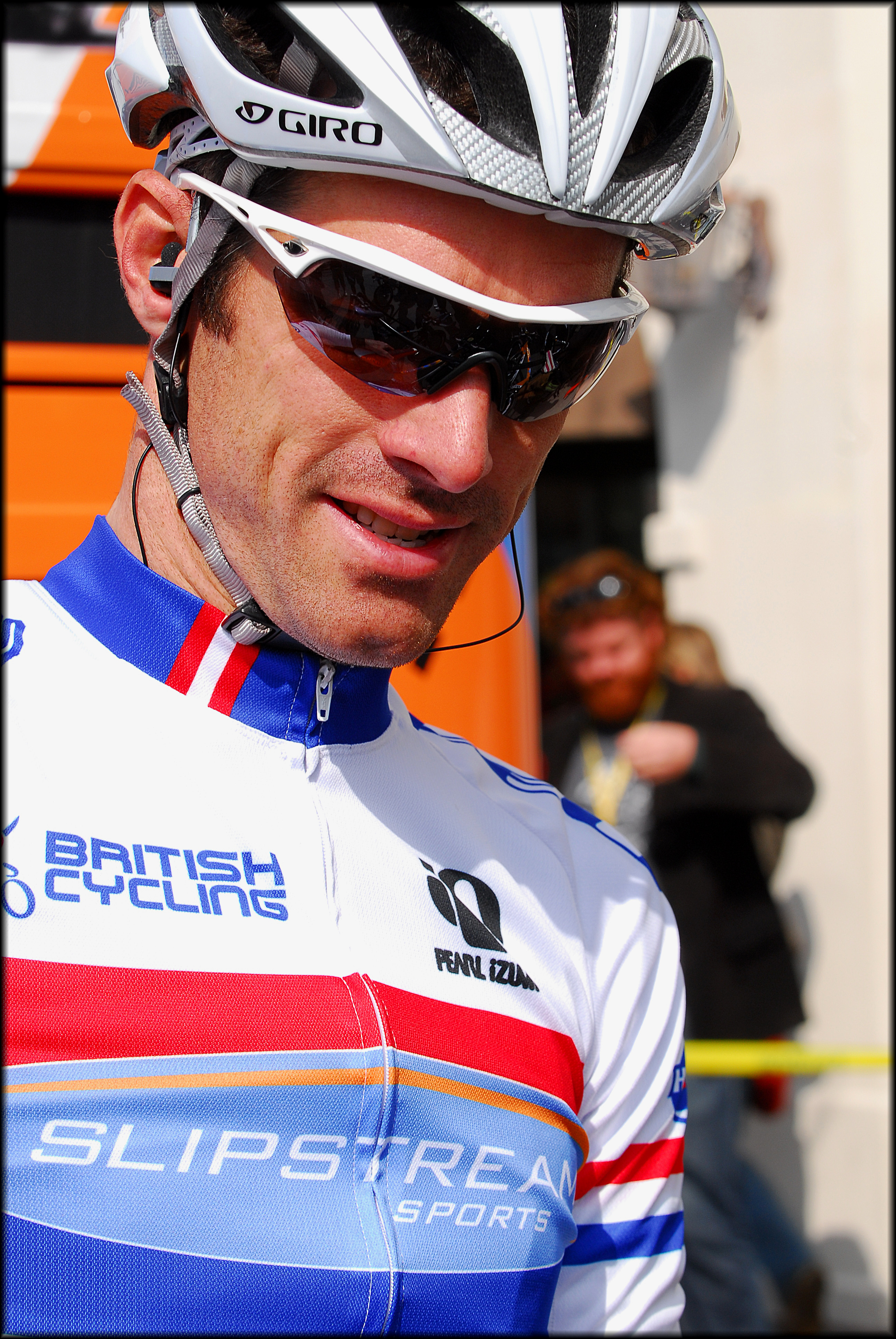
David Millar under Tour of California 2008.

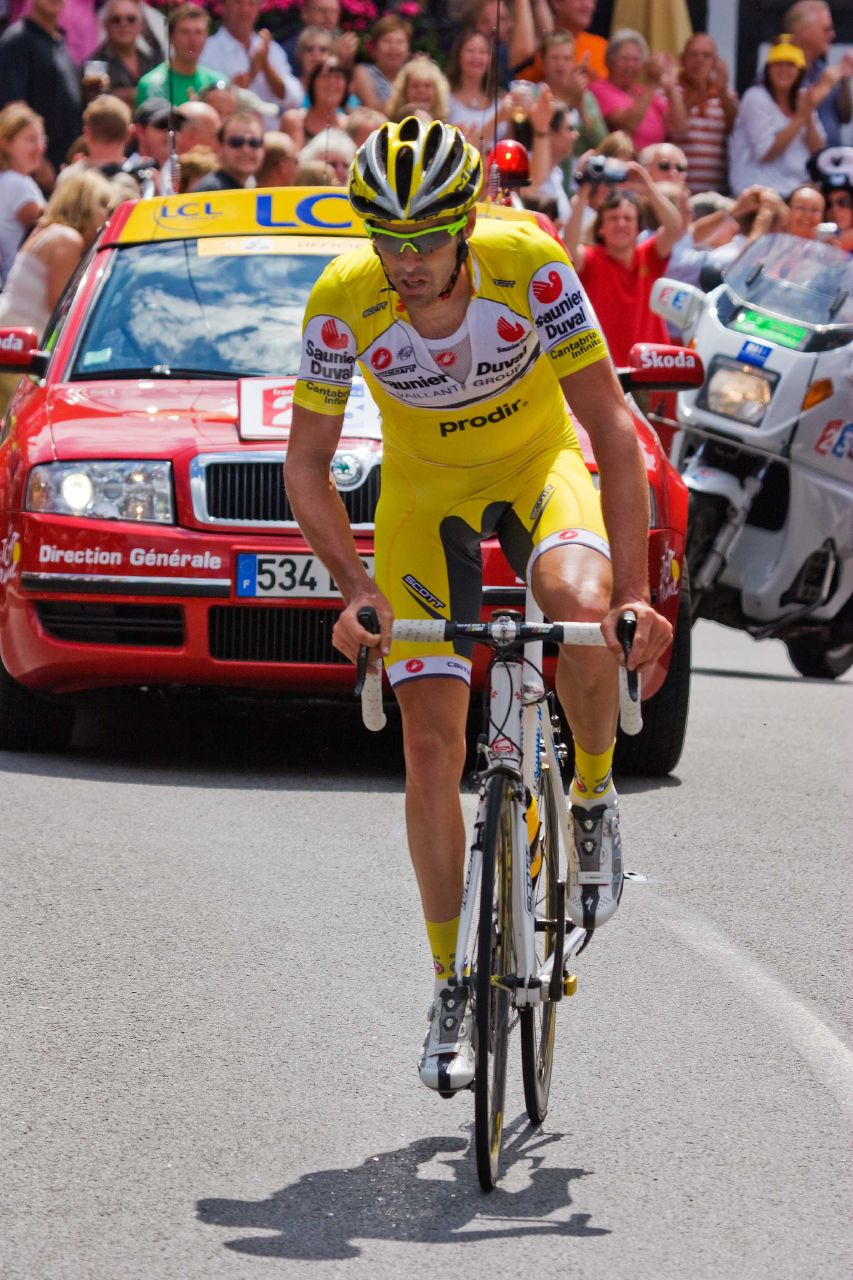
David Millar 2007.

David Millar, född 4 januari 1977 i Mtarfa, Malta, är en skotsk professionell tävlingscyklist. Millar är tempoloppsspecialist och har vunnit fyra etapper på Tour de France, fem etapper på Vuelta a España och en etapp på Giro d'Italia. Millar blev den förste cyklisten från Storbritannien att ha burit alla ledartröjor på Tour de France. Millar tävlar sedan säsongen 2008 för det amerikanska stallet Slipstream Chipotle presented by H30 som tillhör UCI Professional Continental Team.
Millar var avstängd under två år efter att ha erkänt dopning.

## Barndom
David Millar är ett av två barn till föräldrarna Gordon och Avril Millar. Gordon Millar arbetade för det Brittiska flygvapnet och David Millar föddes på Malta där fadern arbetade under ett år. Familjen flyttade sedan till England där de bodde i Shabbington i närheten av Aylesbury. Hans far började jobba för det Hongkong-baserade flygbolaget Cathay Pacific och familjen flyttade till Hongkong. När David Millar var tio år skildes hans föräldrar. Han stannade i Hongkong med sin far medan mamman flyttade tillbaka till England. Det var i Hongkong Millar började tävla i mountainbike-tävlingar och 1992 köpte han sin första landsvägscykel.
Efter sina A-studier i matematik, ekonomi och geografi i Hongkong bytte Millar ämne till konst, grafik och sportstudier. Han flyttade sedan tillbaka till Storbritannien, där han bodde med sin mamma i Maidenhead, för att läsa konst på college. Millar började träna cykling i High Wycombe och visade upp en sådan talang att han som 18-åring, en vecka innan han skulle börja på college, åkte över till Frankrike för en tävling. Där gick han med i en cykelklubb i Saint-Quentin och vann åtta tävlingar. Fem professionella stall erbjöd honom kontrakt; Banesto, GAN, Casino, Festina, Française des Jeux och Cofidis. Millar valde att skriva på ett kontrakt med Cyrille Guimards stall Cofidis då det var baserat i området kring Saint-Quentin och för att han kände till Guimards talang att känna till unga talanger.

## 1997–2003
Under sitt första år som professionell, 1997, vann Millar prologen på Tour de l'Avenir och tävlingen för bästa unga cyklist i Mi-Août Breton. Sin första stora seger tog han när han vann det 16 kilometer långa tempoloppet som inledde Tour de France 2000 och han bar därefter den gula ledartröjan under några etapper. 
Millar lyckades inte vinna tempoloppet under Tour de France 2001, då han punkterade och kraschade. I Vuelta a España 2001 slutade Millar tvåa på en bergsetapp när han attackerade tillsammans med Santiago Botero. Han slutade även tvåa i världsmästerskapens tempolopp 2001 i Lissabon efter tysken Jan Ullrich.
Under Tour de France 2002 slutade Millar femma på prologen i Luxemburg. Millar försökte att vinna prologen under Tour de France 2003 i centrala Paris men med 500 meter kvar till mållinjen tappade han kedjan. Australiern Bradley McGee vann istället prologen med 14 sekunder framför Millar. Millar cyklade på en cykel utan framväxel. Han skyllde på sin sportdirektör Alain Bondue och sade att "Det var inget problem med mitt kedjehjul; det var ett problem med mitt lag." Han sade att Bondue hade försökt att spara ett par gram genom att ta bort växeln. Bondue svarade att han hade sagt åt Millar att använda framväxeln då andra cyklister hade haft liknande problem., Trots det blev Bondue degraderad till chef för det logistiska under tävlingen. David Millar vann etapp 19, ett tempolopp, på Tour de France 2003.
Millar vann världsmästerskapen i tempolopp 2003 i Hamilton, Kanada. En titel som han senare fråntogs på grund av dopning.

## Dopning
Den 23 juni 2004 kom tre poliser till David Millar när han satt och åt på en restaurang i Bidart i närheten av Biarritz. De tog Millar till hans lägenhet.
| ”              | Jag blev chockad, men jag trodde inte att de hade någonting på mig. Jag tyckte att det var slöseri med tid - bara ett reklamtrick. De tog mig tillbaka till lägenheten. De gick in med en pistol först, som om någon hade tänkt att slå dem med bakhjul eller nåt. De satte mig ned och jag tilläts inte att röra mig när de sökte igenom huset. De söker när du är där. Det tog fyra timmar. Jag sade till dem: " Varför är ni här? " De svarade: "Du vet varför - François Migraine. På grund av intervjun med Migraine i L'Equipe. De förödmjukade mig och var kritiska till min livsstil, använde en Good cop, bad cop-metod. Det var psykologisk krigföring. Den otrevlige polisen bokstavligen hatade mig. Han sade: "Du är inte en bra människa - det vet vi." Han sade: "Du tar tre steg och jag kommer att fälla dig som om du motsätter dig gripande." Det var avsiktligt. Jag kände mig helt kränkt. | „ |
| – David Millar | |   |

Efter två och en halv timme hittade poliserna tomma medicinflaskor från Eprex, som tillverkar EPO, och två använda injektionssprutor. Millar sade att han hade fått dem som gåva under Vuelta a España och att han hade tagit dem till Manchester och använt dem. Efter det hade han behållit dem som souvenirer. Millar fördes till fängelset i Biarritz och sattes ensam i en cell.
Polisrazzian skedde efter att en av stallets massörer, Bogdan Madejak, blivit arrested i början av 2004. Polisen ville veta mer om de dopningspreparat som han hade lämnat till stallets cyklist Philippe Gaumont den 20 januari 2004 på Paris-Orly flygplats.
David Walsh, som skrev för Sunday Times i Storbritannien, sade:
| ” | Gaumont anklagade Millar för att uppmuntra stallets läkare, Jean-Jacques Menuet, att ge både honom och en annan cyklist, Cedric Vasseur, en dopningprodukt. Gaumont sade: "Vasseur och jag gick till Menuets rum och injicerades med en genomskinlig vätska. Om Menuet gjorde det var det för att Millar bad honom. Han är ledare för laget, och ledare har sådan makt." Gaumonts uttalande blandade in Millar i polisens utredning kring Cofidis-stallet. Det var säkert att polisen skulle intervjua honom. | „ |

Philippe Gaumont berättade att besöket hos Jean-Jacques Menuet inträffade dagen innan Tour de France 2003 skulle avslutas på Champs-Élysées i Paris, samma år som Millar vann tempoloppet. Gaumont sade att han inte kände till innehållet i injektionssprutan. Millar nekade till anklagelserna och sade att Menuet var den bästa person han hade träffat och att han var "som en far till mig under tävlingar". Han nekade också till Gaumonts anklagelser om att Millar skulle ha mixat stilnox, ett sömnmedel, med efedrin. Han kallade Gaumont en galning och hävdade att det han hade sagt var "skitsnack". Men Millars telefonsamtal hade blivit avlyssnade under fyra månader och han erkände för polisen. Han erkände att han hade använt EPO under 2001 och 2003. Han skyllde på stress och nämnde bland annat händelserna när han förlorade Tour de France-prologen 2003 och när han förlorade mot Jan Ullrich i tempovärldsmästerskapen 2001. British Cycling Federation valde i augusti 2004 att stänga av sin cyklist under två år. Millar blev diskvalificerad från tempovärldsmästerskapen 2003 som han hade vunnit, och guldmedaljen och segern gick istället till australiern Michael Rogers. Millar blev även bötfälld och fick betala 2000 schweizerfranc, samt diskvalificerad från Dauphiné Libéré 2003 och Vuelta a España 2001. Cofidis sparkade Millar samtidigt som de valde att sluta tävla tills situationen var utredd. Flera cyklister och anställda blev sparkade från stallet. Sportdirektören Alain Bondue och doktorn Jean-Jacques Menuet lämnade stallet. Vasseur tilläts inte starta Tour de France 2004 men blev senare frikänd.
Millar bad Idrottens skiljedomstol att förkorta hans straff. Straffet blev inte kortare men Idrottens skiljedomstol valde att stänga av honom från och med det datum då han hade erkänt, den 24 juni 2004. Millars fall undersöktes i Nanterre år 2006, liksom nio andra cyklisters fall, de flesta från Cofidis. Domstolen beslutade att det inte fanns tillräckligt med bevis för att Millar hade tagit droger i Frankrike. Läkaren som han hade använt sig av för att få tag i dopningspreparat bodde i Spanien. Millar berättade att han hade slitits sönder av stressen över tävlingar, förväntningarna från de brittiska fansen och av sin oförmåga att få nära vänner. 1999 hade Millar trillat ned för en trappa och brutit benet. Han hade hållits ifrån cykeln under fyra månader och hade inte kommit tillbaka till tävlingsform förrän året därpå. Trots att han borde ha varit glad över sin prologseger under Tour de France 2000 mådde han ändå dåligt för när han hade fått bära den gula ledartröjan, vilket hade varit hans dröm, och kom tillbaka till sin lägenhet var han ensam utan några vänner och med endast en TV som sällskap.
På det första tempoloppet under Tour de France 2001 kraschade Millar och hans form förbättrades inte under tävlingens gång.
| ”                         | Det var under denna upplaga av Tour de France, och medan jag körde dåligt, som jag fann mig själv en kväll i samma sovrum som Massimilano Lelli och han sade att vi skulle förbereda oss för Vuelta a España. Han kunde se att det gick dåligt mellan mig och laget och att jag inte mådde bra inom mig. Jag visste vad han menade. Han sade att vi skulle åka till Italien, och jag visste vad det innebar. Jag tog EPO eftersom jag visste att Cofidis-stallet skulle till Vuelta a España under förutsättningarna att jag var med i början och att jag körde bra. Ingen satte någon press på mig men jag kände av den ändå (...) Jag tog droger eftersom min uppgift var att sluta på en bra plats i resultatlistan. Det fanns tidningar i England, sportjournalister, TV-stationer, och jag ville inte bli kritiserad. | „ |
| – David Millar, juli 2004 | |   |

I slutet av 2001 reste Millar till Australien med sin fästmö och när han återvände ville han inte längre cykla. Deras förhållande tog slut. Han konsulterade Euskaltel-Euskadis doktor Jesus Losa och tog EPO i maj och augusti 2003.
| ”                         | Jag satte mitt liv och min karriär i hans händer, och jag gav honom €12.000 per år. Vid denna tidpunkt tjänade jag €250.000 i lön. Det året vann jag €800.000. De mål vi hade i slutet av EPO-behandlingen var Dauphiné Libéré och tempovärldsmästerskapen i Kanada. Jag hade tagit EPO när jag var i Manchester. De två sprutor som hittades i mitt hus var de jag injicerade medan jag var där. Jag behöll dem för att påminna mig att jag hade blivit världsmästare i Hamilton när jag var dopad. Jag hade drömt om att vara världsmästare men jag hade gjort det genom bedrägeri. | „ |
| – David Millar, juli 2004 | |   |

Millar menade att dopningen gav honom 25 sekunders förmån i världsmästerskapen, men avstängningen kostade honom hans arbete, inkomst och hus. Han fick leva på sin familj och vänner.
| ”                         | Du är 27 år gammal och du tror att du har allt och så plötsligt har du ingenting - i själva verket mindre än ingenting. Jag kom tillbaka till England och började om från noll. | „ |
| – David Millar, juli 2004 | |   |

## Efter avstängningen

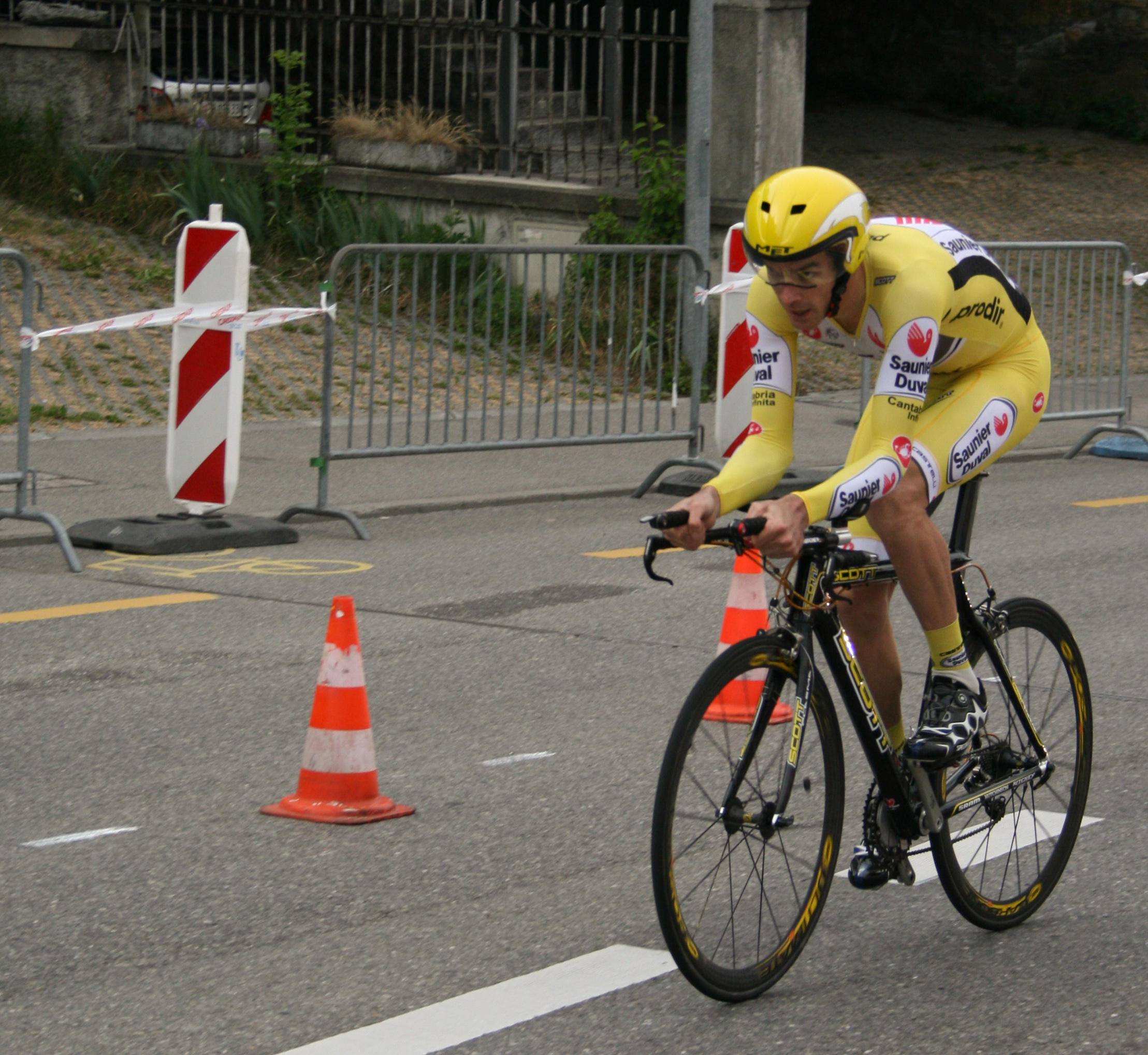
David Millar under prologen av Romandiet runt 2007.

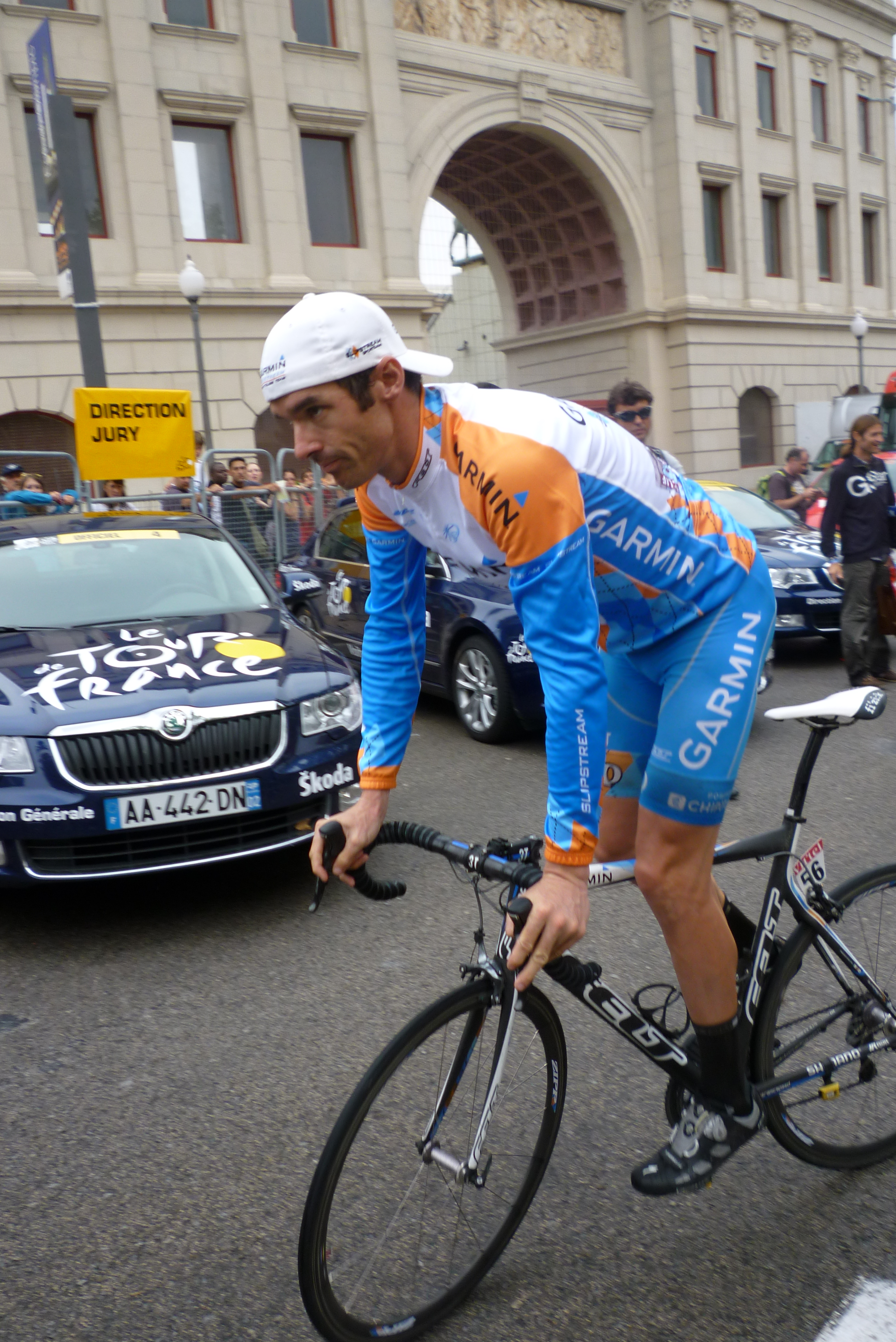
David Millar i Garmin-Slipstream under Tour de France 2009.

Millar flyttade till Hayfield vid Peak District i norra England för att vara nära velodromen i Manchester där British Cycling Federation håller till. Han blev kontrakterad av det spanska stallet Saunier Duval. Stallets manager Mauro Gianetti hade kontrakterat David Millar nio månader innan avstängningen slutade.
| ”                | Efter vad David har varit med om under de senaste 18 månaderna, och vad han har lärt sig av detta, kan jag inte tro att han skulle ta den risken igen. Han har gått igenom svåra tider och jag tror att han träder fram som en klokare människa. | „ |
| – Mauro Gianetti | |   |

Millar kom tillbaka till cykelsporten en vecka innan Tour de France 2006. Han slutade på 17:e plats på prologen och på elfte plats på den näst sista etappen, ett tempolopp. Han slutade tävlingen på 59:e plats, 2 timmar och 10 sekunder bakom vinnaren Floyd Landis. Landis blev senare diskvalificerad från tävlingen då han hade lämnat ett positivt dopningsprov för syntetiskt testosteron. I Vuelta a España 2006 vann Millar etapp 14, ett tempolopp, i staden Cuenca. Den 3 oktober samma år vann han tempoloppet över 4000 meter i de brittiska banmästerskapen i Manchester.
Millar vann de brittiska nationsmästerskapen i både tempolopp och linjelopp 2007. Han slutade också tvåa på Eneco Tour, 11 sekunder bakom Jose Ivan Gutierrez.
Millar lämnade Saunier Duval efter säsongen 2007 och gick vidare till det amerikanska stallet Garmin-Slipstream som styrs av den tidigare tävlingscyklisten Jonathan Vaughters och som framhåller ett motstånd mot dopning.

### 2008

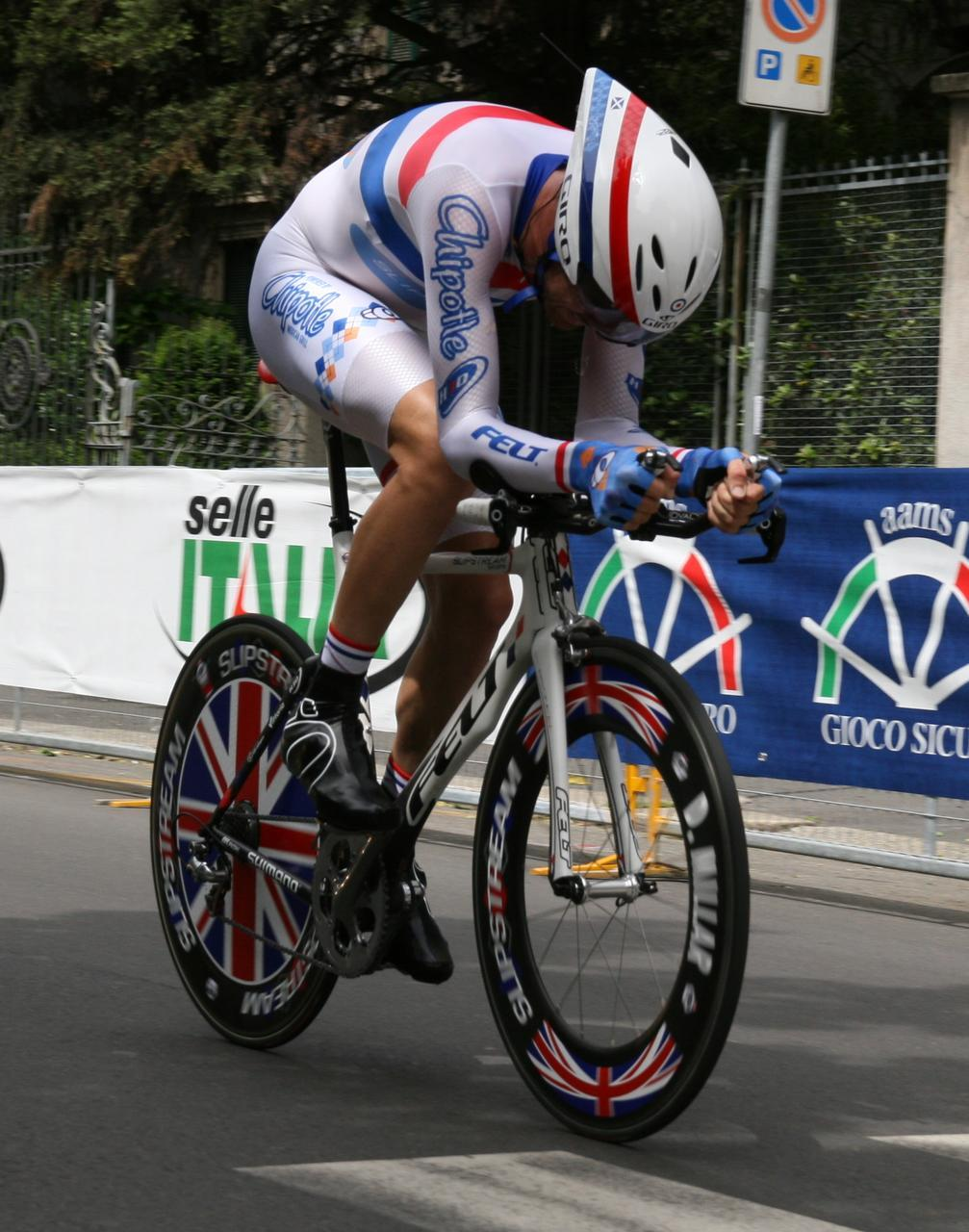
Millar under Giro d'Italia 2008.

Under säsongen 2008 slutade Millar tvåa på Tour of California efter den amerikanskw cyklisten Levi Leipheimer. Under säsongen deltog han också i Giro d'Italia och Tour de France. Under Giro d'Italia 2008 var David Millar med i en femmannautbrytning, där någon av cyklisterna var given att vinna etappen, när kedjan gick sönder och han flög av cykeln. Han var också med om att hjälpa Garmin-Chipotle att vinna lagtempoloppet under Giro d'Italia det året. På Tour de France 2008 slutade Millar trea på tempoloppet på etapp 4, 18 sekunder bakom Stefan Schumacher som senare blev av med sin seger på grund av att han hade dopat sig. Han slutade Tour de France på 68:e plats, 1 timme och 59 minuter bakom segraren Carlos Sastre.
| ” | Jag skulle vilja att Union Cycliste Internationale använder mig som exempel. Jag tror att jag är i en position där jag kan stå på en talarstol och säga att jag är ren, det är redan känt. | „ |

### 2009
Säsongen 2009 startade med en del bra resultat i tempolopp men en skada i mars 2009 höll Millar borta ifrån tävlingar fram till och med Giro d'Italia. I juni 2009 slutade britten trea på etapp 4, ett individuellt tempolopp, på Critérium du Dauphiné Libéré bakom Bert Grabsch och Cadel Evans. Han blev även utsedd till den mest offensive cyklisten under etapp 6 av Tour de France 2009. På Vuelta a España 2009 slutade Millar på andra plats på etapp 7, ett tempolopp, bakom Fabian Cancellara. Millar vann etapp 20 av tävlingen, ett tempolopp, framför Samuel Sanchez och Cadel Evans.

### 2010
Under säsongen 2010 fortsatte Millar att göra bra ifrån sig i tempolopp. Han vann tempoloppet i Samväldesspelen, Panne tredagars och i Critérium International. I Panne tredagars tog Millar sin första stora etapploppsseger sedan Circuit de la Sarthe 2001.
Millar tog tredje platsen på prologen i Tour de France 2010, men en skada under loppet försvårade resten av hans säsong. Trots det startade han och avslutade alla Grand Tours under året. David Millar tog silvermedaljen i herrarnas tempolopp i världsmästerskapen 2010 bakom Fabian Cancellara. 

### 2011
Millar var sjuk under början av säsongen 2011 och missade många av klassikerna. Hans bästa resultat var en tredje plats i Circuit de la Sarthe. Han mådde bra igen inför Giro d'Italia och slutade på andra plats på etapp 3 och tog över den rosa ledartröjan, Maglia Rosa. Att han ledde loppet överskuggades av att den belgiske cyklisten Wouter Weylandt avlidit under loppet samma dag. Nästa dag hjälpte Millar till att organisera en hyllning till Weylandt. Senare vann han tempoloppet på etapp 2, vilket innebar att han blev en av tre brittiska cyklister att ha tagit segrar i alla tre Grand Tours. I juni publicerades Millars självbiografi Racing Through the Dark: The Fall and Rise of David Millar. I slutet av säsongen hjälpte Millar sin landsman Mark Cavendish att vinna världsmästerskapens linjelopp.

### 2012

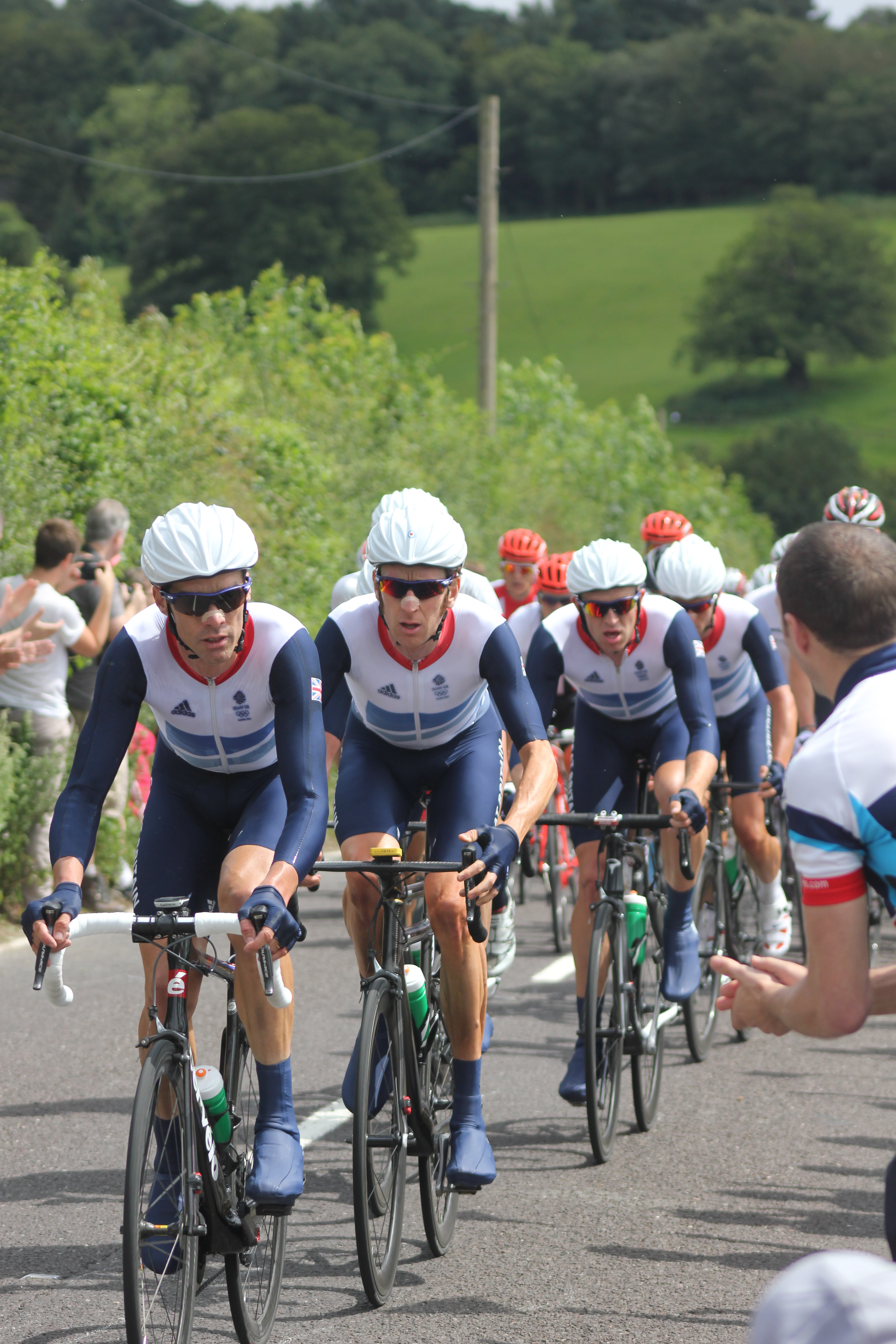
Millar leder klungan under linjeloppet under de Olympiska sommarspelen 2012 i London.

Millar bröt nyckelbenet i en krasch på E3 Harelbeke. I juni fick Millar veta att han hade blivit utvald att tävla i det brittiska laget i Olympiska sommarspelen 2012 i London.

## Meriter
Tour de France, 4 etapper
Giro d'Italia, 1 etapp
Vuelta a España, 5 etapper
Danmark runt – 2001
 Nationsmästerskapens linjelopp – 2007
 Nationsmästerskapens tempolopp – 2007

## Stall
- Cofidis 1997–2004
- Saunier Duval-Prodir 2006–2007
- Garmin-Transitions 2008–